# Liste öffentlicher Kneipp-Anlagen im Schwarzwald-Baar-Kreis
In der Liste öffentlicher Kneipp-Anlagen im Schwarzwald-Baar-Kreis sind öffentliche Kneipp-Anlagen für Orte, die zum Schwarzwald-Baar-Kreis in Baden-Württemberg gehören, aufgeführt. Kneipp-Anlagen können laut Kneipp-Bund in Form von Wassertretanlagen oder Armbecken vorliegen und unterliegen grundsätzlich nicht der Trinkwasserverordnung. Kneipp-Anlagen werden häufig künstlich angelegt. Daneben gibt es in den natürlichen Verlauf von Fließgewässern eingebettete Wassertretstellen. Kneippen ist eine Behandlungsmethode der Hydrotherapie, die auf der Grundlage von Sebastian Kneipp angewendet wird. Hierbei wird in kaltem Wasser auf der Stelle geschritten. In Armbecken werden die Arme bis zur Mitte der Oberarme ins kalte Wasser getaucht. Die Liste erhebt keinen Anspruch auf Vollständigkeit.

## Kneipp-Anlagen im Schwarzwald-Baar-Kreis
Derzeit sind im Schwarzwald-Baar-Kreis 16 öffentliche Kneipp-Anlagen erfasst (Stand: 8. Juni 2021):
| Bild             | Ort                                | Beschreibung | ↴ Zufluss / ↳ Abfluss             | Standort        |
| ---------------- | ---------------------------------- | --- | --------------------------------- | --------------- |
|                  | Bräunlingen                        | Kneipp-Anlage Bräunlingen |                                   | ⊙ Ottilienberg  |
|                  | Bräunlingen                        | Kneipp-Anlage Bräunlingen-Bruggen am Burgring |                                   | ⊙ Burgring      |
|                  | Bräunlingen-Döggingen              | Kneipp-Anlage bei Bräunlingen-Döggingen am Kupferbrunnen                                                                                              |                                   | ⊙               |
| (weitere Bilder) | Donaueschingen-Allmendshofen       | Der aus dem gemauerten Becken der Juniperusquelle abfließende Brunnenbach speist ein dahinter gelegenes Kneippbad, das an der Bachseite angelegt ist. | ↴ Juniperusquelle / ↳ Brunnenbach | ⊙ Juniperusweg  |
|                  | Donaueschingen-Aufen               | Wassertretstelle Donaueschingen-Aufen |                                   | ⊙               |
|                  | Donaueschingen-Hubertshofen        | Wassertretstelle Donaueschingen-Hubertshofen |                                   | ⊙               |
|                  | Donaueschingen-Pfohren             | Kneipp-Anlage Pfohren |                                   | ⊙               |
|                  | Furtwangen im Schwarzwald-Neukirch | Kneipp-Anlage Furtwangen im Schwarzwald |                                   | ⊙               |
|                  | Hüfingen                           | Kneipp-Anlage bei der römischen Badruine |                                   | ⊙               |
|                  | Königsfeld im Schwarzwald          | Kneipp-Anlage am Döniswald in Königsfeld |                                   | ⊙ Döniswald     |
|                  | Königsfeld im Schwarzwald          | Kneipp-Anlage am Kurpark Königsfeld im Schwarzwald |                                   | ⊙ Kurpark       |
|                  | Königsfeld im Schwarzwald          | Kneipp-Anlage an der Rathausstraße in Königsfeld |                                   | ⊙ Rathausstraße |
|                  | Pfaffenweiler                      | Kneipp-Anlage Pfaffenweiler bei Villingen-Schwenningen                                                                                                |                                   | ⊙               |
|                  | Schonach im Schwarzwald            | Kneipp-Anlage Schonach im Schwarzwald |                                   | ⊙               |
|                  | Schonach im Schwarzwald-Sägenloch  | Kneipp-Anlage Schonach im Schwarzwald-Sägenloch |                                   | ⊙               |
|                  | Unterkirnach                       | Kneipp-Anlage Unterkirnach |                                   | ⊙               |